# Metropolitana di Francoforte sul Meno

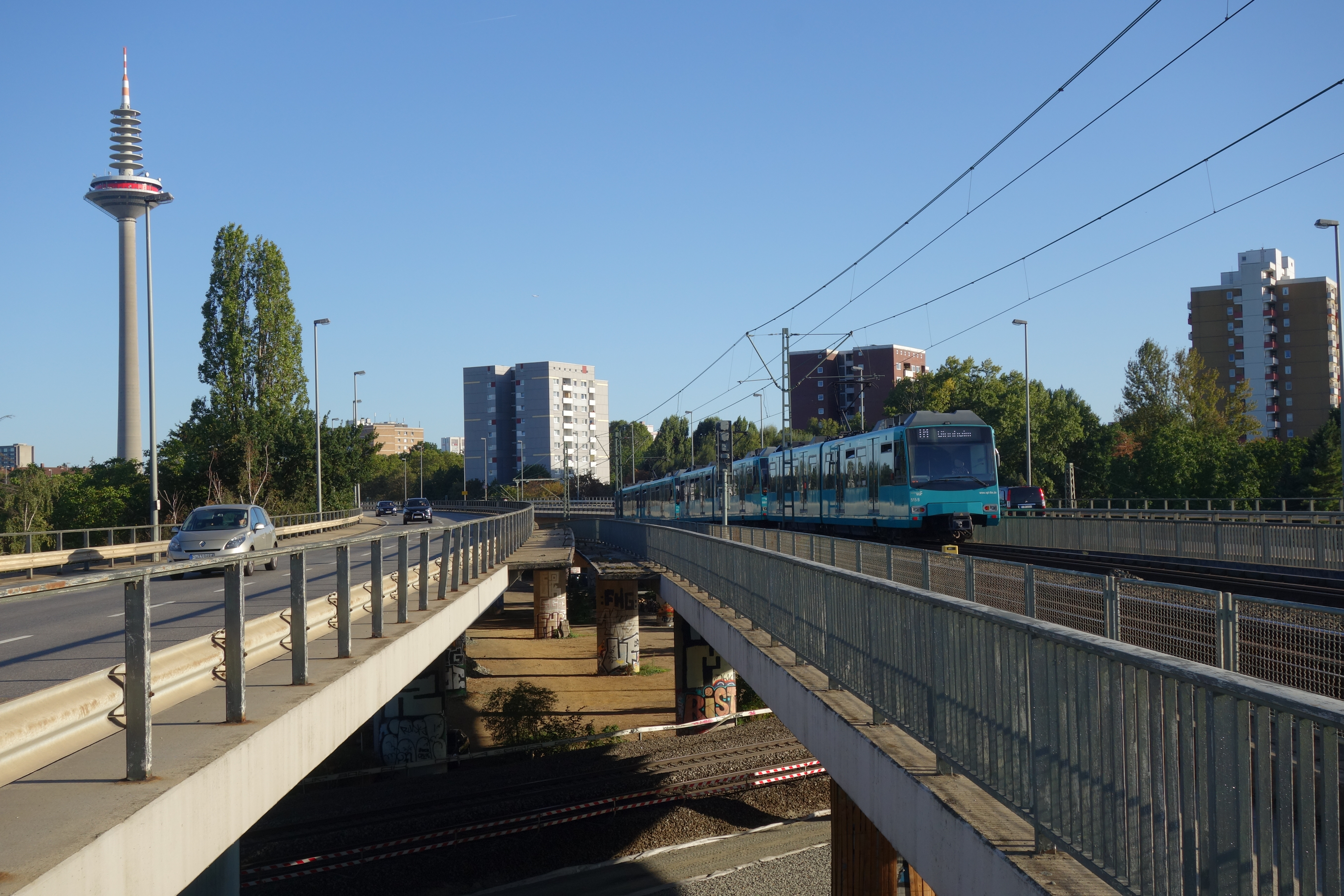
Metropolitana come ferrovia sopraelevata lungo Rosa-Luxemburg-Straße

La cosiddetta metropolitana di Francoforte sul Meno (in tedesco U-Bahn Frankfurt) è un sistema di Stadtbahn che serve la città tedesca di Francoforte sul Meno.
Ricavata dal potenziamento e dal parziale interramento della rete tranviaria, è composta di 9 linee.

## Storia
Il 4 ottobre 1968, alla presenza del ministro federale dei trasporti Georg Leber, venne aperta la prima tratta della metropolitana, comprendente le stazioni sotterranee di Hauptwache, Eschenheimer Tor, Grüneburgweg, Holzhausenstraße e Miquel-/Adickesallee. Alle due estremità la linea tornava in superficie inserendosi sui binari della rete tranviaria.

## Rete
La rete si compone di 9 linee:
- U 1 Ginnheim - Südbahnhof
- U 2 Bad Homburg-Gonzenheim - Südbahnhof
- U 3 Oberursel-Hohemark - Südbahnhof
- U 4 Enkheim - Bockenheimer Warte
- U 5 Preungesheim - Hauptbahnhof
- U 6 Praunheim Heerstraße - Ostbahnhof
- U 7 Enkheim - Hausen
- U 8 Riedberg - Südbahnhof
- U 9 Ginnheim - Nieder-Eschbach

### Fonti
- (DE) Robert Schwandl, Schwandl’s Tram Atlas Deutschland, 2ª ed., Robert Schwandl Verlag, 2009,  pp. 50-53, ISBN 978-3-936573-09-1.

### Testi di approfondimento
- (DE) Fritz D. Kegel, U-Bahnen in Deutschland. Planung Bau Betrieb, Düsseldorf, Alba Buchverlag, 1971,  pp. 36-40, ISBN non esistente.
- (DE) U-Bahn Frankfurt am Main, in Der Stadtverkehr, anno 18, n. 2, Brackwede/Westfalen, Verlag Werner Stock, febbraio 1973,  pp. 44-47, ISSN 0038-9013 (WC · ACNP).
- (DE) Jens Krakies e Frank Nagel, Stadtbahn Frankfurt am Main. Eine Dokumentation, 2ª ed., 1989, ISBN 3-923907-03-6.
- (DE) Frank Nagel, Monika Mutzbauer e Matthias Arning, Mobilität für Frankfurt. 50 Jahre moderner Nahverkehr, Francoforte sul Meno, Societäts-Verlag, 2018, ISBN 978-3-95542-320-9.